# View from a Bridge
Singles de Kim Wilde
Cambodia
(1981) Child Come Away
(1982)
Pistes de Select
Action City
(3) Just a Feeling
(5)
View From a Bridge est une chanson de Kim Wilde, écrite par Ricky et Marty Wilde. Il s'agit du second single extrait de l'album Select, sorti en 1982. Le titre parle de l'histoire d'une jeune fille qui va se suicider en se jetant d'un pont. Le single s'est vendu à plus de 250 000 exemplaires, selon les estimations du site Top France.

## Classements hebdomadaires
| Classement (1982)                      | Meilleure position |
| -------------------------------------- | ------------------ |
| Suisse (Schweizer Hitparade)           | 2                  |
| Allemagne (Media Control AG)           | 6                  |
| Autriche (Ö3 Austria Top 40)           | 10                 |
| Pays-Bas (Single Top 100)              | 7                  |
| Belgique (Flandre Ultratop 50 Singles) | 4                  |
| Suède (Sverigetopplistan)              | 4                  |
| Royaume-Uni (UK Singles Chart)         | 16                 |
| Pologne (LP3)                          | 13                 |
| France (IFOP)                          | 10                 |
| Finlande (Suomen virallinen lista)     | 5                  |